# スーパーチャイニーズ2
『スーパーチャイニーズ2 ドラゴンキッド』は、1989年5月26日に日本のカルチャーブレーンから発売されたファミリーコンピュータ用アクションRPG。北米では『Little Ninja Brothers』のタイトルで発売された。
同社の『スーパーチャイニーズ』シリーズの第2作目にあたる。前作の面クリア型アクションにRPGの要素を足したもの。前作はナムコからの発売であったが後に任天堂の正式なサードパーティーとなった為、今作よりカルチャーブレーン制作販売となった。主人公となる2人の少年の名前も「ジャック」と「リュウ」に変更となり、ストーリーも低年齢向けのドタバタギャグをベースにした活劇物に路線変更した。また、おまけモードとして運動会モードがあり、本編でプレイできるミニゲームを2人対戦またはコンピュータ対戦でプレイできる。
開発はカルチャーブレーンが行い、ゲーム・デザインは阿迦手観屋夢之助、音楽は同社のファミリーコンピュータ用ソフト『アラビアンドリーム シェラザード』（1987年）を手掛けた沢彰記が担当している。
後に第一作目と同時収録されたリメイク版のゲームボーイアドバンス用ソフト『スーパーチャイニーズ1・2 アドバンス』（2004年）が発売された他、2015年に欧州、2016年に日本、2017年に北米にてWii U用ソフトとしてバーチャルコンソールにて配信された。

## ゲーム内容

### システム
今回のフィールドマップは従来のRPGのように世界を真上から見た視点となっている。雑魚戦は前作のような固定画面のアクションで戦い、大ボスはコマンド選択式のバトルで戦うというシステムを使用。シリーズの基本的なシステムはこの時点で確立されている。

### 戦闘
アクションバトル時のシステムは基本的に前作と同様で、上下左右に動き、パンチやキックなどで敵を倒して規定数以上倒せば勝利となり、経験値とお金を得ることができる。配置の岩や障害物を叩けばアイテムや？マークが付いたボールが出てきて、主人公の手助けになる。
ボス戦はシリーズ初のコマンド選択式。戦う・逃げるなどのコマンドを選んで戦う。大ボスだけでなく特定の迷宮内での雑魚戦もこのシステムで戦うことがある。
RPGであるが一人用・二人用が選択でき、移動や戦いも一緒にすることになるが、バラバラに行動はできない。
コマンド選択バトルのとき、一人用でプレイしていても「呼ぶ」コマンドを使うと相棒のリュウが駆けつけて一緒に戦ってくれる（その際はコンピュータ操作）。
道中にいくつか修行があり、プレイ時は横スクロールのアクションゲームになり、それをクリアすると強力な必殺技やアイテムをもらえる。

## ストーリー
チャイニーズランドを占領してしまった妖魔一族を相手にジャックとリュウのコンビが立ち上がる。

## 登場キャラクター

### メインキャラクター
ジャック（雀）
本作の主人公で熱血拳法少年（カンフーボーイ）。一人プレイでやる時に使用するのはこのキャラクター。
リュウ（龍）
もう一人の主人公。ジャックと同じく熱血拳法少年（カンフーボーイ）。正義感は誰よりも強く、ジャックとの友情も熱い。二人プレイする際に使用できる。
珍の始皇帝
妖魔軍団に帝都ヨウカンを占領されたチャイニーズランドの君主でボク珍殿下の父。自分の国の事については詳しい。
ボク珍殿下
チャイニーズランドの帝都ヨウカンを治める珍の始皇帝の息子。超怒雷にさらわれそうになったところをジャックとリュウに助けられる。
天福老師様
拳法の達人だが、実は神様である。

### お助け十二支ん匠
尻馬仙人
午（うま）のお助け十二支ん匠。ジャックたちに闘魂弾と気功術を使えるようにする。
チュー美人
子（ね）のお助け十二支ん匠。ジャックたちに闘志のお守りをくれる。
月虎仮面
寅（とら）のお助け十二支ん匠。アホになってしまったトンチンカンの町の住人達を元に戻す方法を情報板で教えてくれる。
蛇市染之助、染太郎
巳（み）のお助け十二支ん匠。トンチンカンの町で道具屋と宿屋を営む。
霊犬道士
戌（いぬ）のお助け十二支ん匠。ヨウカンの都の隠れ家でいつも霊猿道士と喧嘩ばかりしていたが、ジャックたちによって仲直りした。
霊猿道士
申（さる）のお助け十二支ん匠。ヨウカンの都の隠れ家でいつも霊犬道士と喧嘩ばかりしていたが、ジャックたちによって仲直りした。
トッポイジョージ
卯（う）のお助け十二支ん匠。この先の冒険について色々なことを教えてくれる。
池間仙人
未（ひつじ）のお助け十二支ん匠。ショウリンの町の池にいて、質問の返答次第では金の爪をくれる。
龍飛
辰（たつ）のお助け十二支ん匠にして、カルチャーブレーンの代表作のひとつである『飛龍の拳』の主人公。
レイラ姫
酉（とり）のお助け十二支ん匠。北の雪国に住む風の使い手。火炎城の炎を消す力を持つ。妖魔軍団によってある動物に姿を変えられている。
ラギュウ
丑（うし）のお助け十二支ん匠。神様の怒りに振れて心を抜かれてしまった大男。崑崙山に通じる扉を開ける力を持つ。
ちょい待ちおばば
亥（い）のお助け十二支ん匠。天界に続く塔の番人をしている。

### 妖魔軍団
ヒーマンチュー
劉備玄米様に化けてマンプクの街の食べ物を独り占めにした食いしん坊の妖魔。最初のボスだが、コマンド方式ではなくアクション戦闘となる。相手を肉まんに変えてしまう技（この状態で敵に触れると即ミスとなる）を持つが、あるアイテムがあればすぐに元に戻れる。
妖鬼姫
水蓮城を妖精たちから乗っ取った妖魔。トンチンカンの人々をアホにした張本人で、初のコマンド戦闘となる敵。相手を石化させる妖術を使う。
超怒雷（スーパードライ）
チャイニーズランドの帝都ヨウカンを占領した妖魔軍団の参謀長。4体の強力な妖魔を従える（強さはラストダンジョンの崑崙山レベル）。
龍帝将軍
妖魔軍団の猛将でリンリンランランへの関門、火炎城を守りジャックとリュウを待ち受ける。その後も崑崙山でも雑魚として出現する。
魔凶星獄君大王
本作の最終ボス。妖魔軍団の魔王。チャイニーズランドを支配するために妖魔の国からやってきて、帝都ヨウカンの西の半島にそびえる魔の山、崑崙山を根城にする。

## 他機種版
| No. | タイトル                             | 発売日                                     | 対応機種               | 開発元                     | 発売元                     | メディア                              | 型式         | 備考 |
| --- | ------------------------------------ | ------------------------------------------ | ---------------------- | -------------------------- | -------------------------- | ------------------------------------- | ------------ | ---- |
| 1   | スーパーチャイニーズ1・2 アドバンス  | 2004年6月24日                              | ゲームボーイアドバンス | 不明                       | カルチャーブレーン         | 64メガビットロムカセット              | AGB-BSAJ-JPN |      |
| 2   | スーパーチャイニーズ2 ドラゴンキッド | 2015年5月28日 2016年10月19日 2017年1月26日 | Wii U                  | カルチャーブレーンエクセル | カルチャーブレーンエクセル | ダウンロード （バーチャルコンソール） | -            |      |

## 評価
ゲーム誌『ファミコン通信』の「クロスレビュー」では合計21点（満40点）、『ファミリーコンピュータMagazine』の読者投票による「ゲーム通信簿」での評価は以下の通りとなっており、21.01点（満30点）となっている。また、同雑誌1991年5月10日号特別付録の「ファミコンロムカセット オールカタログ」では、技の数の多さや戦闘時の地形パターンの多さなどを指摘した上で、「全体を通じてアクションの重要さを実感させられる」と肯定的に評価された。
| 項目 | キャラクタ | 音楽 | 操作性 | 熱中度 | お買得度 | オリジナリティ | 総合  |
| 得点 | 3.92       | 3.45 | 3.43   | 3.54   | 3.12     | 3.55           | 21.01 |